# 泥谷光信
泥谷 光信（ひじや みつのぶ、1959年〈昭和34年〉3月3日 - ）は、日本の政治家。元高知県土佐清水市長（3期）。

## 来歴
高知県土佐清水市出身。高知高等学校卒業。1982年（昭和57年）、土佐清水市役所に入庁。
2009年（平成21年）、株式会社土佐清水元気プロジェクト常務取締役に就任。2012年（平成24年）、市産業振興課長に就任。
2013年（平成25年）5月26日に行われた土佐清水市長選挙に立候補し、自由民主党の推薦を受けた元市議の田中千盛、現職の杉村章生らを破り初当選を果たした。6月8日、市長就任。
※当日有権者数：13,356人 最終投票率：77.86%（前回比：-1.21pts）
| 候補者名 | 年齢 | 所属党派 | 新旧別 | 得票数  | 得票率 | 推薦・支持         |
| -------- | ---- | -------- | ------ | ------- | ------ | ------------------ |
| 泥谷光信 | 54   | 無所属   | 新     | 5,069票 | 49.25% |                    |
| 田中千盛 | 64   | 無所属   | 新     | 3,125票 | 30.36% | （推薦）自由民主党 |
| 杉村章生 | 76   | 無所属   | 現     | 2,099票 | 20.39% |                    |

2017年（平成29年）5月21日に行われた市長選で葬祭業者の岡本詠を破り再選。
※当日有権者数：12,557人 最終投票率：74.16%（前回比：-3.7pts）
| 候補者名 | 年齢 | 所属党派 | 新旧別 | 得票数  | 得票率 | 推薦・支持 |
| -------- | ---- | -------- | ------ | ------- | ------ | ---------- |
| 泥谷光信 | 58   | 無所属   | 現     | 5,939票 | 65.36% |            |
| 岡本詠   | 44   | 無所属   | 新     | 3,148票 | 34.64% |            |

2021年（令和3年）5月23日に行われた市長選挙で元消防職員の中山義介を破り3選。
※当日有権者数：11,484人 最終投票率：73.12%（前回比：-1.04pts）
| 候補者名 | 年齢 | 所属党派 | 新旧別 | 得票数  | 得票率 | 推薦・支持 |
| -------- | ---- | -------- | ------ | ------- | ------ | ---------- |
| 泥谷光信 | 62   | 無所属   | 現     | 4,283票 | 51.62% |            |
| 中山義介 | 42   | 無所属   | 新     | 4,013票 | 48.38% |            |

3期目任期途中の2023年2月に悪性リンパ腫が判明し抗がん剤治療のため入院。同年8月1日に治療を終えて一度は職務に復帰したが、同月中に眩暈などの体調不良を訴え、検査の結果、悪性リンパ腫が脳に転移している事が判明。同月24日、記者会見で「これ以上（市長を）続けることは市政の停滞を招く」として、同月28日付で市長の辞職願を提出する事を公表した。9月5日、辞職。